# 웅무강
웅무강(熊毋康) 또는 웅강(熊康)은 중국 초나라 사람으로 웅거의 아들이다. 일찍 죽어 웅거의 뒤를 잇지 못했고, 동생인 웅지홍이 웅거의 뒤를 이었다.